# کودا دزیمیتی
کودا دزیمیتی (گرجی: ქვედა ძიმითი) یک روستا در شهرداری ازورگتی ناحیه اوزورگتی گوریا در غرب گرجستان است.